# تیم فوتسال زنان پالایش نفت آبادان
باشگاه فوتسال بانوان پالایش نفت آبادان، یک باشگاه ورزشی تحت مالکیت وزارت نفت است. این تیم در شهر آبادان حضور دارد و در حال حاضر در لیگ برتر فوتسال زنان به رقابت می‌پردازد.

این تیم در سال ۱۳۸۷ بنیانگذاری شده است. ورزشگاه خانگی این تیم، سالن ۱۷ شهریور در شهر آبادان است که گنجایش ۸۰۰ تماشاچی را دارد.
این تیم سابقه سه قهرمانی در بالاترین سطح فوتسال ایران را دارد. آنها در سال‌های ۱۳۹۶، ۱۳۹۹ در لیگ برتر، و پس از تغییر بالاترین سطح لیگ فوتسال بانوان در ایران، در سال ۱۴۰۲ موفق به قهرمانی شدند.